# Шикшинні (Пенсільванія)
Шикшинні (англ. Shickshinny) — місто (англ. borough) в США, в окрузі Лузерн штату Пенсільванія. Населення — 632 особи (2020).

## Географія
Шикшинні розташоване за координатами 41°9′15″ пн. ш. 76°9′3″ зх. д. / 41.15417° пн. ш. 76.15083° зх. д. (41.154181, -76.150937).  За даними Бюро перепису населення США в 2010 році місто мало площу 1,29 км², з яких 1,17 км² — суходіл та 0,12 км² — водойми.

## Демографія
Згідно з переписом 2010 року, у селищі мешкало 838 осіб у 371 домогосподарстві у складі 219 родин. Густота населення становила 649 осіб/км².  Було 440 помешкань (341/км²).
Расовий склад населення:
| - 97,9 % — білих - 0,5 % — корінних американців - 0,1 % — чорних або афроамериканців |

До двох чи більше рас належало 1,1 %. Частка іспаномовних становила 1,0 % від усіх жителів.
За віковим діапазоном населення розподілялося таким чином: 21,1 % — особи молодші 18 років, 56,8 % — особи у віці 18—64 років, 22,1 % — особи у віці 65 років та старші. Медіана віку мешканця становила 43,3 року. На 100 осіб жіночої статі у селищі припадало 93,5 чоловіків;  на 100 жінок у віці від 18 років та старших — 89,9 чоловіків також старших 18 років.
Середній дохід на одне домашнє господарство  становив 42 374 долари США (медіана — 28 292), а середній дохід на одну сім'ю — 53 349 доларів (медіана — 40 313). Медіана доходів становила 42 917 доларів для чоловіків та 30 125 доларів для жінок. За межею бідності перебувало 18,8 % осіб, у тому числі 42,2 % дітей у віці до 18 років та 5,9 % осіб у віці 65 років та старших.
Цивільне працевлаштоване населення становило 273 особи. Основні галузі зайнятості: роздрібна торгівля — 28,6 %, освіта, охорона здоров'я та соціальна допомога — 18,7 %, науковці, спеціалісти, менеджери — 11,7 %, виробництво — 7,7 %.